# Talvirova (naturreservat)
Talvirova är ett naturreservat i Gällivare kommun i Norrbottens län.
Området är naturskyddat sedan 2005 och är 0,7 kvadratkilometer stort. Reservatet omfattar ett område runt bäcken Kautujärvenoja söder om byn Talvirova. Reservatet består av sumpskog, myrmark och barrskogar med inslag av gamla aspar.  